# Katerînivka, Jîtomîr
Katerînivka (în ucraineană Катеринівка) este un sat în comuna Korceak din raionul Jîtomîr, regiunea Jîtomîr, Ucraina.

## Demografie
Componența lingvistică a localității Katerînivka
     Ucraineană (98,99%)
     Rusă (1,01%)
Conform recensământului din 2001, majoritatea populației localității Katerînivka era vorbitoare de ucraineană (98,99%), existând în minoritate și vorbitori de rusă (1,01%).